# 蛇舌兰属
蛇舌兰属（学名：Diploprora）是兰科下的一个属，为附生兰。该属共有5种，分布于亚洲热带地区。